# Outcasts of the Trail
Outcast of the Trail è un film del 1949 diretto da Philip Ford.

## Trama
Tom White sta finendo di scontare la pena per un furto da 100 000 $ e per questo i suoi due figli Vinnie e Chad sono esclusi da tutti tranne che da poche persone fra cui Pat Garrett, dipendente della compagnia che era stata derubata. Quando Tom esce di galera è deciso a restituire la somma rubata, ma altri malviventi non sono d'accordo e operano per far cadere su di lui la colpa di un grave ammanco. Vinnie, la figlia di Tom, se ne accorge, ma viene ridotta al silenzio dal rapimento del fratello e il padre finisce per tornare in carcere.